# روبرت وايز
روبرت ايرل وايز (Robert Earl Wise) (ولد في 10 من سبتمبر 1914م وتوفي في 14 من سبتمبر 2005م) هو مُخرج ومنتج ومؤلف أفلام أمريكي. وفاز مرتين بجائزة أوسكار لأفضل مخرج وأفضل فيلم نظير فيلم قصة الجانب الغربي (West Side Story) (1961) وفيلم صوت الموسيقى (The Sound of Music) (1965). كما تم ترشيحه لجائزة أفضل مؤلف نظير فيلم المواطن كين (Citizen Kane) (1941) وجائزة أفضل فيلم نظير فيلم الرمال الحصى (The Sand Pebbles) عام (1966).
ومن أفلامه أيضًا آكل لحوم البشر (The Body Snatcher) ووُلد ليقتل (Born to Kill) والإعداد (The Set-Up) واليوم الذي تبقى فيه الأرض صامدة (The Day the Earth Stood Still) والوجهة غوبي (Destination Gobi) والتحمل بصمت وشدة (Run Silent, Run Deep) وأريد العيْش! (I Want to Live) والمأوى (The Haunting) وسلالة آندروميا (The Andromeda Strain) ومآساة هيندينبيرغ (The Hindenburg) وستار تريك: الصور المتحركة (The Motion Picture).
وكان وايز رئيسًا لنقابة المخرجين الأمريكية (Guild) بدءًا من عام 1971م وحتى عام 1975م ثم أصبح بعد ذلك رئيس أكاديمية الفنون والعلوم السينمائية (Academy of Motion Picture Arts and Sciences).
وعند مقارنته بالمخرجين ذوي الأسلوب المميز مثل ساتنلي كوبريك (Stanley Kubrick) الذي مال في أعماله إلى إدخال «لمسة» إخراجية مميزة لمجال معين، نجد أن وايز اشتهر بأنه يسمح لقصته (التي يحددها الاستوديو أحيانًا) بأن تفرض أسلوبها. بيد أن النقاد، مثل مارتين سكورسيزي (Martin Scorsese)، قاموا بعد ذلك بعمل دراسة موسعة لهذه الشخصية، مُصرين على حقيقة أنه بالرغم من أن تركيز العمل اليومي الذي كثر انتقاده الخاص بوايز على الإتقان الأسلوبي في حدود المجال والميزانية، إلا أن اختياره للموضوع وطريقة تقديمه لا زالت تؤكد على أن وايز فنان وليس مجرد مهني ماهر. وعلى الرغم مما يعنيه كل ذلك إلا أن منهجية وايز كانت سببًا في نجاحه الساحق كمخرج للعديد من المجالات التقليدية المختلفة للأفلام: الرعب والنوار (noir) والغربية والحربية والخيال العلمي والموسيقية والدرامية، بجانب النجاحات المتكررة في كل مجال. فسعى وايز للاحترافية حيث عمل على وجود درجة من الاستعداد أدت إلى تقدم فن صناعة الأفلام على الرغم من قلة تشجيع قيود ميزانية الاستوديو لها، فضلاً عن النتيجة المتمثلة في الخروج بأفلام حاصلة على جائزة أوسكار. كما حصل روبرت وايز على جائزة معهد الفيلم الأمريكي عن مجمل الإنجازات والأعمال الفنية (AFI Life Achievement Award) عام 1998م.

## وصلات خارجية
- روبرت وايز على موقع IMDb (الإنجليزية)
- روبرت وايز على موقع الموسوعة البريطانية (الإنجليزية)
- روبرت وايز على موقع روتن توميتوز (الإنجليزية)
- روبرت وايز على موقع ألو سيني (الفرنسية)
- روبرت وايز على موقع ميوزك برينز (الإنجليزية)
- روبرت وايز على موقع تيرنر كلاسيك موفيز (الإنجليزية)
- روبرت وايز على موقع أول موفي (الإنجليزية)
- روبرت وايز على موقع قاعدة بيانات برودواي على الإنترنت (الإنجليزية)
- روبرت وايز على موقع قاعدة بيانات الأفلام السويدية (السويدية)
- روبرت وايز على موقع إن إن دي بي (الإنجليزية)